# Namysłów (gmina)
Namysłów est une gmina mixte du powiat de Namysłów, Opole, dans le sud-ouest de la Pologne. Son siège est la ville de Namysłów, qui se situe environ 48 km au nord de la capitale régionale Opole.
La gmina couvre une superficie de 289,95 km2 pour une population de 26 268 habitants.

## Géographie
Outre la ville de Namysłów, la gmina inclut les villages de Baldwinowice, Barzyna, Bławaciska, Borek, Brzezinka, Brzozowiec, Bukowa Śląska, Głuszyna, Grabówka, Hałderze, Igłowice, Jastrzębie, Józefków, Kamienna, Karolówka, Kowalowice, Krasowice, Krzemieniec, Łączany, Ligota Książęca, Ligotka, Marysin, Michalice, Mikowice, Minkowskie, Młynek, Młyńskie Stawy, Niwki, Nowe Smarchowice, Nowy Dwór, Nowy Folwark, Objazda, Pawłowice Namysłowskie, Piękna Studnia, Pod Jedlinką, Przeczów, Rychnów, Rychnów Dolny, Smarchowice Małe, Smarchowice Śląskie, Smarchowice Wielkie, Smogorzów, Stanek, Staszków, Winniki, Woskowice Małe, Wszemil, Wszeradów, Żaba, Żabiak, Żabka, Zielony Dąb et Ziemiełowice.
La gmina borde les gminy de Bierutów, Domaszowice, Dziadowa Kłoda, Jelcz-Laskowice, Lubsza, Perzów, Rychtal, Świerczów et Wilków.